# Ranzania laevis
Ranzania laevis is een straalvinnige vissensoort uit de familie van maanvissen (Molidae). De wetenschappelijke naam van de soort is voor het eerst geldig gepubliceerd in 1776 door Pennant.